# Comisión General de la Revolución Siria
La Comisión General de la Revolución Siria (en árabe: الهيئة العامة للثورة السورية‎, C.G.R.S en español y S.R.G.C en inglés) fue una organización y coalición opositora siria contra el gobierno sirio dirigido por Baschar al Asad nacida durante Rebelión en Siria de 2011. Conformada por grupos de oposición política de esa nación de medio oriente, su creación fue anunciada el 19 de agosto de 2011 en Estambul, Turquía.

## Objetivos
Entre sus principales objetivos se encuentra la creación a largo plazo en Siria de "un Estado democrático y civil de las instituciones que la libertad otorga, dignidad igualdad y el respeto de los derechos humanos a todos los ciudadanos".
- Datos: Q1650027